# Milena Müllerová
Milena Müllerová (Jihlava, Checoslovaquia, 9 de junio de 1923-15 de diciembre de 2009) fue una gimnasta artística checoslovaca, campeona olímpica en Londres 1948 en el concurso por equipos.

## Carrera deportiva
En las Olimpiadas celebradas en Londres en 1948 consigue junto con su equipo el oro en el concurso grupal, quedando por delante de las gimnastas húngaras y las estadounidenses, y siendo sus compañeras de equipo: Božena Srncová, Marie Kovářová, Miloslava Misáková, Zdeňka Honsová, Věra Růžičkova, Olga Šilhánová y Zdeňka Veřmiřovská.